# Domingos Macandza
Domingos João Macandza (ur. 17 czerwca 1998 w Maputo) – mozambicki piłkarz grający na pozycji prawego obrońcy. Od 2022 jest zawodnikiem klubu CD Costa do Sol.

## Kariera klubowa
Swoją karierę piłkarską Macandza rozpoczął w klubie CD Maxaquene. W sezonie 2016 zadebiutował w jego barwach w pierwszej lidze mozambickiej. Grał w nim do końca 2019 roku. W 2020 roku występował w ENH Vilankulo, a w 2021 w AD Vilankulo. W 2022 przeszedł do CD Costa do Sol.

## Kariera reprezentacyjna
W reprezentacji Mozambiku Macandza zadebiutował 27 maja 2018 roku w wygranym 2:1 meczu Pucharu COSAFA 2018 z Madagaskarem, rozegranym w Polokwane. W 2024 roku powołano go do kadry na Puchar Narodów Afryki 2023. Rozegrał w nim dwa mecze, grupowe z Egiptem (2:2) i z Republiką Zielonego Przylądka (0:3).